# Crema de mantega
La crema de mantega és una crema composta per mantega pomada, ous (rovell, blanc o sencer segons les receptes), sucre i, de vegades, llet.
Hi ha quatre tècniques per a fer crema de mantega:
- en xarop: s'escalfa una barreja d'aigua i sucre (xarop) abans d'incorporar-la al rovell de l'ou i després a la mantega pomada.
- amb merenga italiana: el xarop s'incorpora a les clares muntades, abans d'incorporar-se a la mantega pomada
- amb crema anglesa: la mantega estovada s'incorpora a un flam (barreja de rovell d'ou, sucre i llet)
- estil genovesa: la mantega estovada s'incorpora a un bescuit sense farina (barreja d'ou sencer i sucre batut al bany maria)

Hi ha una cinquena manera de fer crema de mantega: mantega pomada barrejada amb sucre de llustre que es pot perfumar i acolorir. És un mètode simple semblant a la crema de mantega, que s'utilitza sovint per a fer magdalenes casolanes, que evita la cocció del sucre (110 °C −115 °C).
La crema de mantega s'utilitza en pastisseria com l'Opéra, el Fraisier, el Moka, el Paris-Brest o la bûche de Noël. També pot decorar religieuses (pastís farcit de crema).